# 赫魯特
赫魯特（希伯來語：‎，直译：自由）是以色列历史上的一个政党，其意識形態為民族保守主義及修正派犹太复国主义。其前身为锡安主义准军事组织伊尔贡，1948年以色列建國后被取締，故由梅纳赫姆·贝京改組為政黨。1973年，赫鲁特與以色列自由党、自由中心、全国名单、争取大以色列运动等右翼小黨组成政党联盟利库德集团。1988年，利库德集团改组为政党，赫鲁特因此解散。